# Дом правительства (Кишинёв)

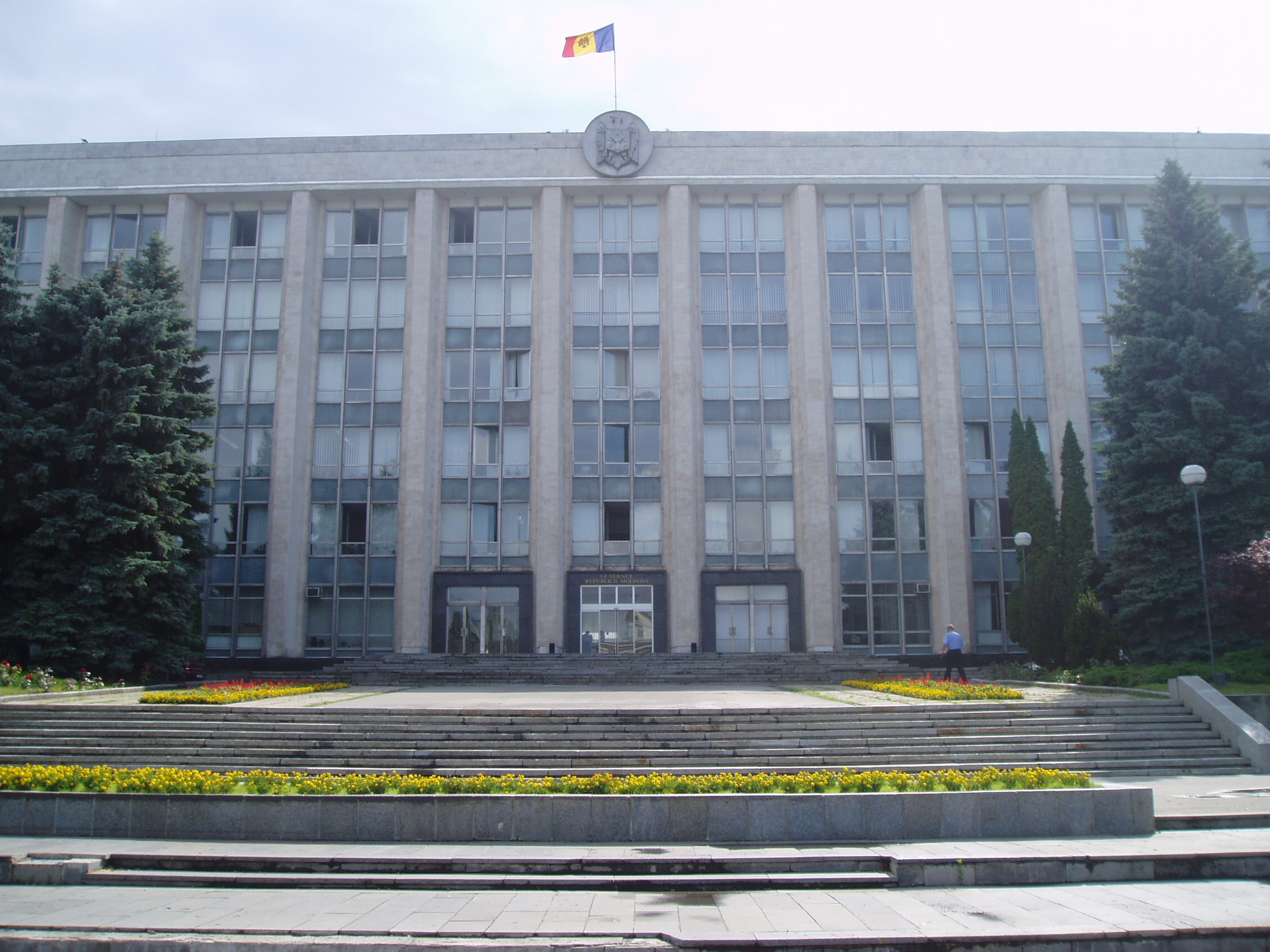
Дом Правительства Республики Молдова

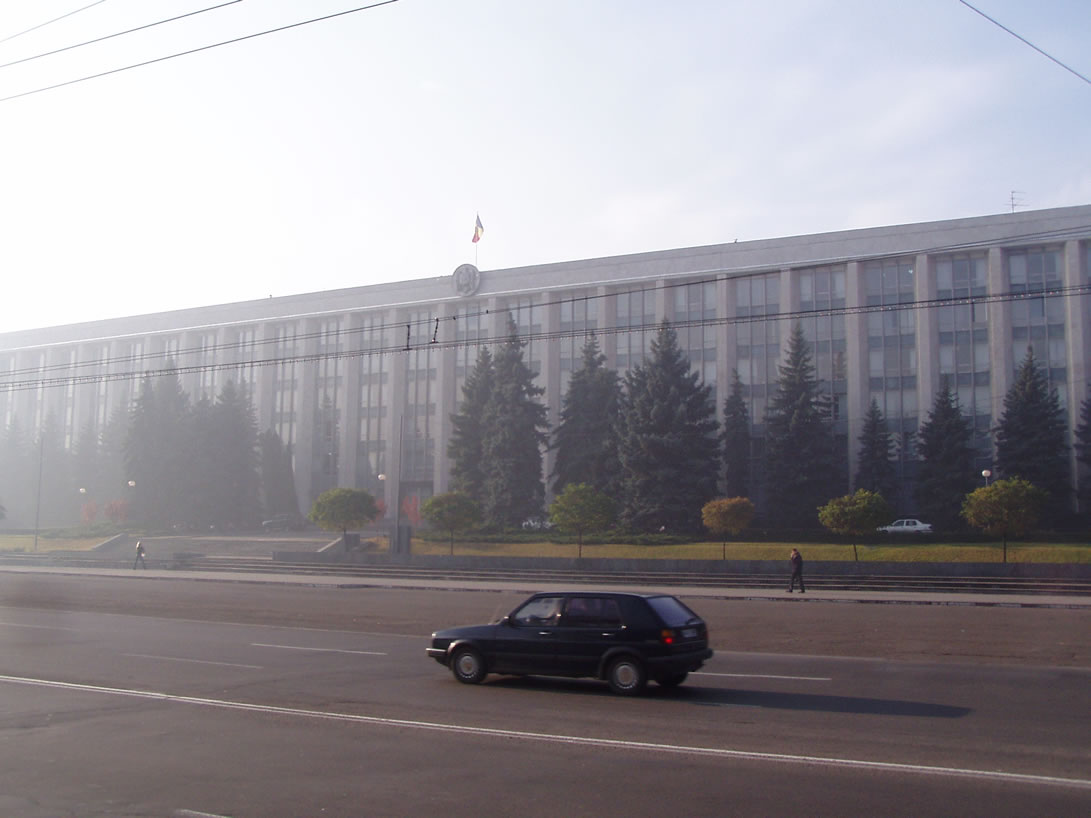
Здание Правительства Республики Молдова

Дом Правительства в Кишинёве (рум. Casa Guvernului din Chișinău) — административное здание, расположенное на проспекте Штефана чел маре в муниципии Кишинёв, столице Республики Молдова. В настоящее время здесь находится штаб-квартира Правительства Республики Молдова.

## История
Здание Правительства Республики Молдова было построено в 1964 году, по проекту архитектора С. Фридлина, на Площади Победы в Кишинёве (вдоль Проспекта Штефана чел маре) на месте, где были расположены перед штаб-квартира бывшей Метрополии и Дом периодического издания в Бессарабии.
Здание представляет собой 6-этажную железобетонную конструкцию, облицованную белым камнем, в плане имеет форму буквы П. Оно было выполнено в современной архитектурной стилистике, выразительность его архитектурного облика подчёркнута чётким метрическим порядком вертикальных пилонов и панорамных окон.
На фасадах сооружения, вертикальное движение пилонов остановлено опирающимся на них мощным карнизом на уровне последнего этажа, в центре которого, на оси симметрии здания(над центральным входом) расположен герб Республики Молдова. Цоколь и наличники входов в здание облицованы чёрным гранитом, контрастирующим по цвету со светлой каменной облицовкой пилонов. Над главным входом в здание расположена надпись «Правительство Республики Молдова».
Здание Правительства Республики Молдова никогда не реставрировалось, проводился только текущий ремонт, а в настоящее время его состояние считается удовлетворительным. Здание имеет национальное значение.